# 美國海軍陸戰隊第1師
海軍陸戰隊第1師（英語：1st Marine Division）是美國海軍陸戰隊第一支步兵師，師部位於加州彭德爾顿营。隸屬於海軍陸戰第一遠征軍。綽號「老血脈」(The Old Breed)。
它是美國海軍陸戰隊中成立最久最大的一個部隊，能即時投入部隊規模達19000員。今日身為海軍陸戰隊三支常備師之一，是一支多功能遠征地面作戰部隊。
臂章上的「GUADALCANAL」字樣代表二次大戰太平洋戰役中的瓜達康納爾島戰役，以紀念美國海軍陸戰隊第1師成立後第一場參與的大型戰役。

## 部队编制
- 师部營（Headquarters Battalion）
- 第1陆战团（英语：1st Marine Regiment）
- 第5陆战团（英语：5th Marine Regiment (United States)）
- 第7陆战团（英语：7th Marine Regiment (United States)）
- 第11陆战团（英语：11th Marine Regiment (United States)）
- 其他直属部队：
  -  第1侦察营（英语：1st Reconnaissance Battalion）
  -  第1轻装甲侦察营（英语：1st Light Armored Reconnaissance Battalion）
  -  第3轻装甲侦察营（英语：3rd Light Armored Reconnaissance Battalion）
  -  第1战斗工兵营（英语：1st Combat Engineer Battalion）
  -  第3两栖突击营（英语：3rd Assault Amphibian Battalion）

## 其他相关条目
- 太平洋 (电视连续短剧)